# Aeronautica & Difesa
Aeronautica & Difesa era una delle principali riviste italiane specializzate in aeronautica e tecnologia della difesa. Veniva pubblicata mensilmente dalla casa editrice Edizioni Monografie s.r.l che aveva sede a Roma.

## Argomenti
La rivista era suddivisa nelle seguenti parti:
- lettere, una rubrica dedicata alle lettere inviate dai lettori;
- Attualitalia, dedicata alle notizie riguardanti l'Aeronautica militare e l'industria aeronautica in Italia;
- una serie di articoli di approfondimento (di solito 15) e riguardanti un argomento in particolare ("I Mirage F-1 dell'Armeé de l'Air");
- attualità dal mondo, parte dedicata alle notizie estere.

In ogni rivista era inoltre presente una tabella dei velivoli e gli stemmi delle aeronautiche del mondo, che cambiavano in ogni uscita.

## Sospensione della pubblicazione
Da ottobre 2024, a causa dell'improvviso decesso dell'editore arch. Claudio Tatangelo, la rivista non è stata più reperibile, né nelle edicole, né sui siti di vendita on-line.